# Klotski

Klotski trong Linux (GNOME). Người chơi sắp xếp các khối vuông để đưa khối vuông lớn ra khỏi phòng, đến vị trí bốn điểm nhỏ ở góc phải phía dưới.

Klotski là một trò chơi dạng câu đố trong đó người chơi phải di chuyển các khối trong một phòng sao cho đưa được một khối xếp ra khỏi phòng đúng đến nơi quy định.

## Cách chơi
Trong trò chơi không gian có dạng bàn ô vuông. Các khối di chuyển trong bàn ô vuông này, mỗi lần di chuyển một khối (không kể khoảng cách xa gần bao nhiêu) được coi là một nước đi.
Các yếu tố trong trò chơi bao gồm:
- Phòng: được ngăn cách bởi tường, là rào chắn cố định, các khối không thể di chuyển đè lên hoặc vượt qua nó. Tuy vậy ở một phía của phòng có cửa là chỗ có thể mở ra để đưa khối hộp ra ngoài.
- Khối: Các khối có thể di chuyển được theo đường thẳng. Nói chung ta chỉ có thể di chuyển khối trong phòng; nhưng đôi lúc khi cửa được mở thì có thể đưa một số khối ra khỏi phòng để rộng đường di chuyển. Trong các khối có một khối đặc biệt là khối chủ mà ta phải đưa nó đến đích. Khối chủ là khối duy nhất giúp ta mở cửa khi đưa được nó đến sát cửa.

Ngoài mục tiêu đưa được khối chủ đến đích, còn phải thực hiện nó trong một giới hạn nước đi nhất định. Điểm số của trò chơi thường được tính luôn theo số nước đi.

## Trong máy tính
Trò chơi Klotski cũng xuất hiện trong máy tính, cụ thể là trong bộ trò chơi WEP trên Windows, và sau đó xuất hiện trên Linux. Trong trò chơi thường có nhiều bộ câu đố được biên soạn sẵn. Trong mỗi bộ câu đố có nhiều bài được xếp trình độ từ dễ đến khó.
Một bản Klotski tự do viết bởi Phillipe Fremy tại .